# Scott Turow
Œuvres principales
- Présumé Innocent (1987)

Scott Turow, né le 12 avril 1949 à Chicago, est un avocat et écrivain américain. Il a écrit une dizaine de livres qui ont été vendus à plus de 25 millions d'exemplaires dans une vingtaine de langues. Il collabore à plusieurs périodiques américains, tels le New York Times, le Washington Post, Vanity Fair, The New Yorker, Playboy et The Atlantic.

## Biographie
Il naît à Chicago dans une famille d'origine russe et de tradition juive. Il fréquente la New Trier High School (en), puis le Amherst College, dont il est diplômé en 1970. Il est « Frère » (Brother) de la société littéraire d'Alpha Delta Phi. Il reçoit une bourse Edith Mirrielees du Creative Writing Center de l'université Stanford, qu'il fréquente de 1970 à 1972. En 1971, il épouse la peintre Annette Weisberg ; le couple divorce 35 ans plus tard.
Il devient par la suite un Jones Lecturer (en) à Stanford, poste qu'il occupe jusqu'en 1975. À ce moment, il entre à la Faculté de droit de Harvard. En 1977, il écrit One L, un livre racontant sa première année à la faculté de droit.
En 1978, il reçoit son Juris Doctor (J.D.). Il devient par la suite procureur adjoint des États-Unis à Chicago. À ce poste, il s'occupe de plusieurs dossiers de corruption dont celui de fraude fiscale du procureur général de l'État de l'Illinois William J. Scott. Turow est également procureur principal de l'Opération Greylord (en) relative à la corruption judiciaire dans le comté de Cook de l'état de l'Illinois.
Il démissionne du bureau du procureur général en 1986 pour se consacrer à l'écriture. Il publie des thrillers judiciaires, notamment Présumé Innocent, Le Poids de la preuve, Je plaide coupable et Dommage personnel. Ce dernier titre est désigné meilleur roman de fiction de 1999 par le magazine Time. Ces quatre livres deviennent des bestsellers et méritent à Turow de nombreux prix littéraires, dont le Silver Dagger Award de la Crime Writers' Association.
En juin 1990, Turow fait la une du magazine Time. En 1995, l'auteur canadien Derek Lundy publie une biographie de Scott Turow intitulée Scott Turow: Meeting the Enemy.
À la même époque, Turow est partenaire de la firme Dentons. Il y traite de la plupart de ses affaires pro bono, dont l'une qui mènera à la libération de Alejandro Hernandez (en), qui a passé 11 ans dans le couloir de la mort. Il a également été nommé par l'ex-gouverneur George Ryan membre d'une commission chargée d'étudier la réforme de la peine de mort dans l'état de l'Illinois. De 1997 à 1998, Turow est membre de l'U.S. Senate Nominations Commission du district nord de l'Illinois (en), qui recommande la nomination des juges fédéraux.
En 2010, il est élu président de l'Authors Guild. Il s'y distinguera pour son militantisme pour une application ferme du copyright et sa position anti-ebook.
En 2011, il rencontre le professeur Lawrence Lessig afin de discuter de réformes politiques incluant, notamment, la refonte de la Constitution des États-Unis,.

## Œuvre

### Romans

#### SérieRusty Sabich
- Presumed Innocent (1987) Publié en français sous le titre Présumé Innocent, traduit par Jean Clem, Paris, Albin Michel, 1988 ; réédition, Paris, J'ai lu no 2787, 1990
- Innocent (2010) Publié en français sous le titre Innocent toujours, traduit par Stéphane Carn, Paris, Jean-Claude Lattès, 2010 ; réédition, Paris, J'ai lu no 9569, 2011
- Presumed Guilty (2025)

#### SérieThe Kindle County
- The Burden of Proof (1990) Publié en français sous le titre Le Poids de la preuve, traduit par Bernard Blanc, Paris, Albin Michel, 1991 ; réédition, Paris, J'ai lu no 3505, 1993
- Pleading Guilty (1993) Publié en français sous le titre Je plaide coupable, traduit par Jean Guiloineau, Paris, Albin Michel, 1995 ; réédition, Paris, Le Livre de poche no 17019, 1997
- The Laws of Our Fathers (1996) Publié en français sous le titre La Loi de nos pères, traduit par Stéphane Carn, Paris, Jean-Claude Lattès, « Suspense et Cie », 1998 ; réédition, Paris, Le Livre de poche no 17117, 2000
- Personal Injuries (1999) Publié en français sous le titre Dommage personnel, traduit par Stéphane Carn, Paris, Jean-Claude Lattès, « Suspense et Cie », 2000 ; réédition, Paris, Le Livre de poche no 17244, 2002
- Reversible Errors (2002) Publié en français sous le titre Ultime Recours, traduit par Stéphane Carn, Paris, Jean-Claude Lattès, 2003 ; réédition, Paris, Le Livre de poche no 37097, 2005
- Limitations (2006) Publié en français sous le titre L'Angoisse du juge, traduit par Stéphane Carn, Paris, Jean-Claude Lattès, 2008
- Identical (2013)
- Testimony (2017)
- The Last Trial (2020)
- Suspect (2022)

#### Autre roman
- Ordinary Heroes (2005) Publié en français sous le titre Le Silence des héros, traduit par Stéphane Carn, Paris, Jean-Claude Lattès, 2006 ; réédition, Paris, J'ai lu no 8640, 2008

### Anthologies
- Guilty As Charged, 1996 (comme éditeur) Publié en français sous le titre Présumés coupables, traduit par Jean Rosenthal, Paris, Albin Michel, 2001
- The Best American Mystery Stories, 2006 (comme éditeur)

### Essais
- One L, 1977 (récit autobiographique)
- Ultimate Punishment: A Lawyer's Reflections on Dealing with the Death Penalty, 2003
- Hard Listening, juillet 2013, comme coauteur. Un livre interactif traitant de sa participation au groupe the Rock Bottom Remainders[13].

## Adaptations

### Au cinéma
- 1990 : Présumé Innocent, film américain de Alan J. Pakula, avec Harrison Ford, Brian Dennehy et Raúl Juliá

### À la télévision
- 1992 : The Burden of Proof, mini-série américaine réalisée par Mike Robe
- 2004 : Reversible Errors, téléfilm américain réalisé par Mike Robe, avec William H. Macy, Tom Selleck et Monica Potter
- 2011 : (en) Innocent, téléfilm américain réalisé par Mike Robe, avec Alfred Molina, Bill Pullman et Marcia Gay Harden
- 2024 : Présumé innocent, série télévisée créée par David E. Kelley, avec Jake Gyllenhaal et Ruth Negga